# Calakmul
Calakmul (qui s'orthographie également Kalakmul, ainsi qu'avec d'autres variantes moins répandues) est le nom moderne de l'une des plus anciennes et des plus puissantes cités mayas découvertes dans les basses terres. Elle est située sur les 7 200 km2 de la réserve de biosphère de Calakmul dans l’État mexicain de Campeche, au fond de la jungle de la grande région du bassin du Petén, au centre de la péninsule du Yucatán, à 35 km au nord de la frontière du Guatemala. Dans les temps anciens le cœur de la ville était connu sous le nom d’Ox Te' tuun. Cette puissante cité maya fut habitée pendant plus d'un millénaire, avant d’être engloutie par la jungle après son abandon.
À son apogée, Calakmul administrait un vaste domaine marqué par l’inscription largement répandue de son glyphe-emblème, qui est caractérisé par le signe de la tête de serpent et qui se lisait Kaan. Calakmul était le siège de ce que l'on a appelé le Royaume du Serpent. Ce Royaume du Serpent a régné, comme Tikal, au cours de la plus grande partie de la période classique. On estime que Calakmul elle-même avait une population de 50 000 personnes et contrôlait des localités situés à une distance allant jusqu’à 150 km. Il existe 6 750 structures anciennes identifiées à Calakmul, dont la plus importante est la grande pyramide du site. La Structure 2 a plus de 45 m de haut, ce qui en fait une des plus hautes pyramides de la civilisation maya. Quatre tombes ont été localisées dans la pyramide. Comme de nombreux temples ou pyramides de Mésoamérique, la pyramide de Calakmul s’est agrandie en s'appuyant sur le temple existant pour atteindre sa taille actuelle. La superficie de la zone centrale est d'environ 2 km2 et l'ensemble du site, couvert essentiellement d’un habitat résidentiel dense, est d'environ 20 km2.
Redécouverte par exploration aérienne par le biologiste Cyrus Longworth Lundell de la Société mexicaine d’exploitation Chicle le 29 décembre 1931, son existence a été signalée à Sylvanus Morley de l’Institut Carnegie à Chichén Itzá en mars 1932. Selon Lundell, qui a baptisé le site, « "ca" en Maya, signifie "deux", "lak" signifie "à côté", et  "mul" signifie une colline ou une pyramide artificielle, de sorte que "Calakmul" est la "ville des deux pyramides adjacentes" ».

## Localisation
Calakmul est située dans l’État Mexicain de Campeche dans la partie sud du Mexique, à environ 35 km au nord de la frontière avec le Guatemala et 38 km au nord des ruines d’El Mirador. Les ruines d’El Tintal sont situées à 68 km au sud-ouest de Calakmul et étaient reliées à la fois à El Mirador et à Calakmul elle-même par une chaussée.  Calakmul était située à environ 20 km au sud de la ville actuelle d’Oxpemul et à environ 25 km sud-ouest de La Muñeca.  La cité est située à environ 35 m au-dessus d'une grande zone de marais située à l'ouest, connue sous le nom d’El Laberinto bajo (un mot espagnol utilisé dans la région pour désigner une zone de faible altitude constituée de marais saisonniers).  Ce marais mesure environ 34 km sur 8 km et constitue une source importante d'eau pendant la saison des pluies. Le bajo est relié à un système sophistiqué de contrôle des eaux, comprenant des structures à la fois naturelles et artificielles telles que des ravines et des canaux qui entouraient une zone d’environ 22 km2 autour du centre du site, un domaine considéré comme le cœur de Calakmul.  L'emplacement de Calakmul au bord d'un bajo fournit deux avantages supplémentaires : les terres fertiles au bord du marais et l'accès à un gisement  abondant de nodules de silex.
La ville est située sur un promontoire naturel formé par un dôme calcaire de 35 m de haut s'élevant au-dessus des plaines environnantes.Cette coupole a été nivelée artificiellement par les Mayas. Au cours de la  période préclassique et classique l’habitat était concentré au bord d'El Laberinto bajo, au cours de la période classique des structures ont également été construites sur un terrain surélevé et les petites îles des marais où le silex était travaillé.
Au début du XXIe siècle, la zone située autour de Calakmul est encore couverte d’une forêt dense. Au cours du Ier millénaire ap. J.-C. la région a reçu des pluies modérées et régulières, même s'il y avait moins d’eaux de surface disponibles que plus au sud, au Guatemala.

## Population et extension
À son apogée au cours de la période classique tardive on estime que la ville avait une population d’environ 50 000 habitants et couvrait une superficie de plus de 70 km2. La ville était la capitale d'un État régional de grande taille d’une superficie d'environ 13 000 km2.  Au cours de la période classique tardive la population de la ville a considérablement diminué et la population rurale a chuté à 10 % de son niveau antérieur.
La densité de population à Calakmul pendant la période classique tardive a été évaluée à 1 000/km2 à l’intérieur du site et 420/km2 à la périphérie (pour une superficie de 122 km2.)   Calakmul était un véritable centre urbain et pas seulement un centre d’habitations pour l'élite entouré de résidences de roturiers.

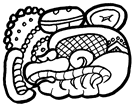
Le glyphe-emblème de Calakmul.

Le royaume de Calakmul contrôlait vingt centres secondaires, parmi lesquels se trouvaient de grandes villes comme La Muñeca, Naachtun, Sasilha, Oxpemul et Uxul. La population totale de ces centres secondaires a été estimée à 200 000 habitants. Le Royaume incluait également un grand nombre de sites tertiaires et quaternaires, la plupart du temps assez petits et composés d'un certain nombre de groupes d’habitations disposées autour d’une place, mais il y avait aussi de grands sites ruraux situés sur les crêtes le long des rives des bajos qui comprenaient des temples, des palais et des stèles. La population rurale totale du royaume (État régional de 13 000 km2) a été estimée à 1,5 million de personnes. Si on ajoute la population de la ville de Calakmul elle-même, on atteint 1,75 million d’habitants  au cours de la période classique tardive.
Le glyphe-emblème de Calakmul avait une plus grande aire de diffusion que celui de toute autre ville maya. Le glyphe est également retrouvé dans les textes hiéroglyphiques plus fréquemment que tout autre Glyphe-emblème, y compris celui de Tikal. Le site central de Calakmul était connu dans l'Antiquité sous le nom d’Ox Te ' tuun (Place des Trois Pierres) peut être en raison de la pyramide triadique de la Structure 2.

## Calakmul et Tikal

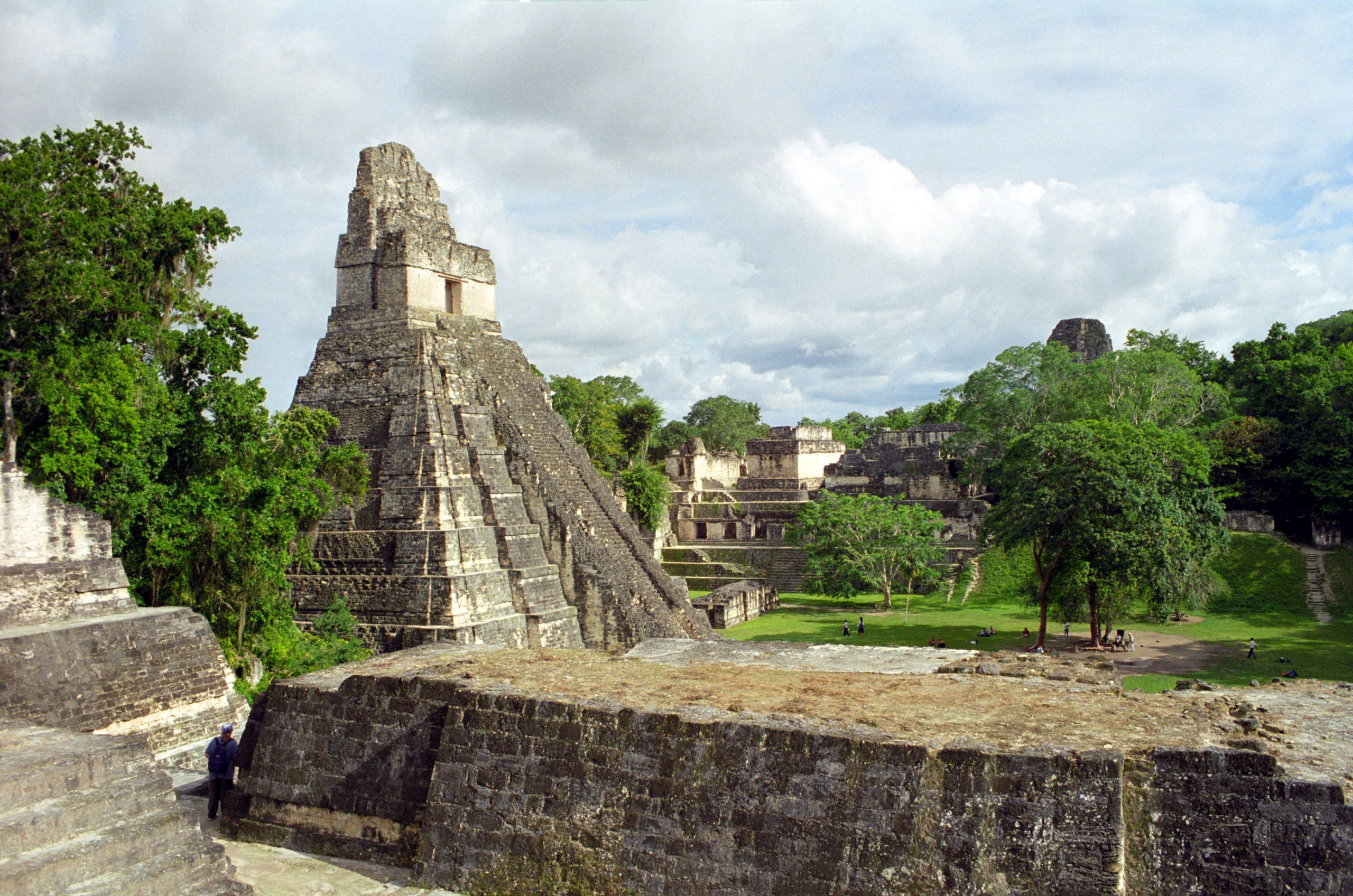
L'histoire de la civilisation maya classique a été dominée par la rivalité entre les alliances ennemies de Calakmul et Tikal.

L'histoire de la période maya classique est dominée par la rivalité entre Tikal et Calakmul, assimilée à une lutte entre deux superpuissances Maya. Pendant les périodes les plus reculées la tendance était à la domination d’une seule ville plus grande et pendant la période classique ancienne Tikal évoluait vers cette position après la période d’hégémonie d'El Mirador durant la période préclassique tardive et celle de Nakbé pendant la période préclassique moyenne. Cependant Calakmul était pour Tikal une ville concurrente avec des ressources équivalentes qui contestait sa suprématie et s’engageait dans une stratégie d’encerclement à l’aide de son propre réseau d'alliés.  À partir de la seconde moitié du VIe siècle ap. J.-C. jusqu'à la fin du VIIe siècle Calakmul a atteint un niveau supérieur, même si elle n'a pas pu surpasser complètement la puissance de Tikal qui a été en mesure de prendre le dessus sur sa grande rivale dans une bataille décisive qui a eu lieu en 695 de notre ère. Un demi-siècle plus tard, Tikal a remporté également de grandes victoires sur les alliés les plus importants de Calakmul. Finalement, les deux villes ont toutes deux succombé au moment de l’effondrement de la civilisation maya classique.
La grande rivalité entre ces deux villes a peut-être été fondée sur d’autres raisons qu’une simple concurrence pour l’accès aux ressources. Leurs histoires dynastiques révèlent des origines différentes et la concurrence intense entre les deux puissances et pourrait avoir eu des fondements idéologiques. La dynastie de Calakmul semble issue d’El Mirador, la grande ville de la période préclassique, tandis que la dynastie de Tikal a été profondément marquée par l'intervention de la lointaine métropole du Mexique central, Teotihuacan. À quelques exceptions près, les monuments de Tikal et ceux de ses alliés accordent une grande importance aux seuls rois de sexe masculin tandis que les monuments de Calakmul et de ses alliés ont donné plus d'importance à la lignée féminine et souvent au règne commun du roi et de la reine.

## Rois de Calakmul
Les rois de Calakmul étaient connus sous le nom de k'uhul kan ajawob (Seigneurs divins du Royaume du Serpent). Cette liste comporte des lacunes, puisque les données archéologiques sont incomplètes. Toutes les dates sont situées au cours de notre ère.
| Nom (ou surnom)         | Dates de règne                          | Autre Noms                                |
| ----------------------- | --------------------------------------- | ----------------------------------------- |
| Yuknoom Ch'een Ier      | fin du Ve siècle(?)                     | –                                         |
| K'altuun Hix            | entre 520 – 546                         | Cu Ix, Ku Ix                              |
| «Contemplateur du Ciel» | vers 561 – 572                          | –                                         |
| Yax Yopaat              | 572 – 579                               | –                                         |
| «Serpent-Boucle»        | 579 - après 611                         | Uneh Chan                                 |
| Yuknoom Ti' Chan        | vers 619                                | Chan                                      |
| Tajoom Uk'ab K'ahk'     | 622 – 630                               | Ta Batz'                                  |
| «Yuknoom-Tête»          | 630 – 636                               | Cauac Tête                                |
| Yuknoom Ch'een II       | 636 – 686                               | Yuknoom le grand, Yuknom Ch'en            |
| Yuknoom Yich'aak K'ahk' | 686 - après 695                         | Patte du Jaguar qui fume, Patte du Jaguar |
| «Split Earth»           | après 695                               | –                                         |
| Yuknoom Took K'awiil    | entre 702 – 731                         | Roi 5, Roi 6, Roi 7                       |
| Wamaw K'awiil           | vers 736                                | –                                         |
| «Souverain Y»           | vers 741                                | Roi 8, B'olon K'awiil Ier                 |
| «Grand Serpent»         | vers 751                                | Roi Z                                     |
| B'olon K'awiil          | 771- après 789 (fin du VIIIe siècle(?)) | Roi 9, B'olon K'awiil II                  |
| Chan Pet                | vers 849                                | Cercle du serpent ou serpent lové         |
| Aj Took'                | vers 909                                | Seigneur Cristal                          |

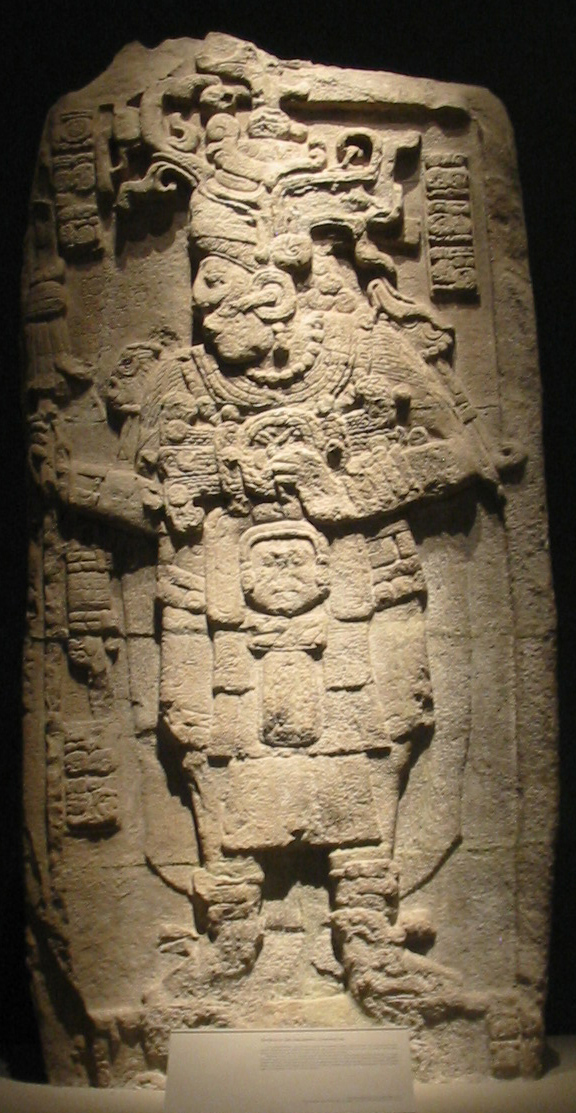
La Stèle 51, datée de 731, représentant Yuknoom Took' K'awiil, une des mieux conservées du site.

Les noms entre guillemets sont des surnoms provisoires fondés sur leur  glyphe personnel, pour les rois dont le nom en Maya n'a pas encore été phonétiquement déchiffré de manière définitive.
Le caractère très incomplet de la liste s'explique par la piètre qualité de la pierre locale qui a rendu de nombreuses inscriptions illisibles (le nom de Yuknoom Ch'een Ier, par exemple, ne nous est connu que par une inscription d'un autre site maya, Dzibanché).

## Histoire
Calakmul a une longue histoire d’occupation humaine et les fouilles ont fourni des vestiges de peuplement dès la période préclassique moyenne jusqu’à la  période postclassique. Le réseau de routes qui reliait Calakmul aux villes d’El Mirador, de Nakbe et d’El Tintal suggère l’existence de solides liens politiques entre les quatre villes qui peuvent trouver leur origine à la période préclassique, lorsque Calakmul et El Mirador étaient toutes deux des villes importantes, et a perduré pendant la période classique lorsque Calakmul elle-même était la plus puissante ville de la région.

### Période préclassique
Calakmul était déjà une grande ville au cours de la période préclassique. Les débuts de l'histoire de Calakmul sont obscurs, mais une lignée dynastique a été reconstituée qui remonte à un passé ancestral. Cette dynastie a été reconstruite en partie à partir des céramiques de la période classique tardive, retrouvées dans les villes les plus puissantes de la région au cours de la période préclassique, El Mirador et Nakbe,. Cela pourrait signifier que Calakmul a finalement hérité de son autorité politique d'une de ces villes, avec à sa tête une dynastie originaire du bassin de Mirador de la période préclassique tardive, qui se serait réfugiée à Calakmul au cours de la période classique, après l'effondrement des anciennes cités dominantes,.

### Période classique ancienne

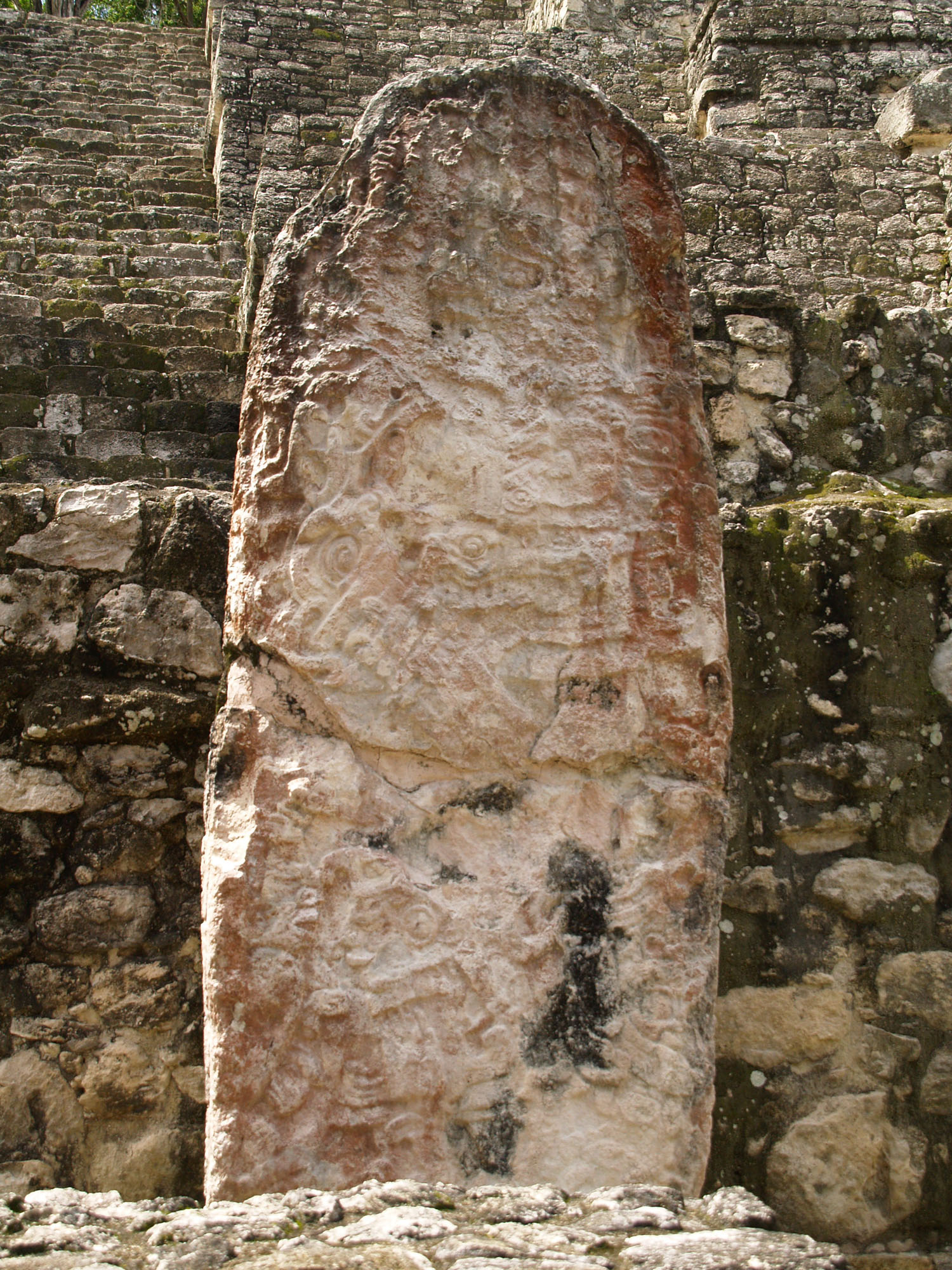
Stèle 43 datée de 514, au cours de la période préclassique. Le nom du souverain est devenu illisible.

Calakmul et Tikal étaient toutes deux des villes importantes de la période préclassique qui ont maintenu leur position pendant la période classique.  Les premiers  textes hiéroglyphiques des stèles trouvées dans la structure 2 relatent l'intronisation probable d'un roi de Calakmul en l'an 411 et rapportent également celle du dirigeant d’un site non-royal en 514. Après cela, il existe une lacune dans les documents hiéroglyphiques pendant plus d'un siècle, bien que la dynastie Kaan ait connu une expansion majeure de sa puissance à cette époque. Le manque d'inscriptions rapportant les événements de cette période pourrait être dû, soit au fait que la dynastie Kaan aurait installé son siège ailleurs à cette époque, soit peut-être au fait que les monuments ont été détruits.
Les premiers textes lisibles se référant aux rois de la dynastie Kaan proviennent des fouilles conduites dans la grande ville de Dzibanché au Quintana Roo, très loin au nord de Calakmul.  Une frise d’escalier couverte de hiéroglyphes représente des captifs entravés, avec l’inscription de leurs noms et des dates auxquelles ils ont été capturés et l’indication du roi Yuknoom Ch'een I, bien que le contexte exact de citation du nom du roi ne soit pas clair - les prisonniers pourraient avoir été ses vassaux capturés par un ennemi ou bien des rois capturés par le souverain de Calakmul. Les dates sont incertaines, mais deux d'entre elles pourraient remonter au Ve siècle de notre ère.  Le site proche d’El Resbalón au Quintana Roo contient un texte hiéroglyphique endommagé, indiquant la date de 529, qui prouve que la ville était alors contrôlée par la dynastie Kaan.
Au milieu du VIe siècle ap. J.-C. Calakmul fédérait une alliance politique de grande envergure, position qui a amené la ville à entrer en conflit avec la grande ville de Tikal. L'influence de Calakmul s’étendait profondément dans le bassin du Petén ; le roi K'altuun Hix de Calakmul a supervisé l'intronisation d’Aj Wosal à la tête du royaume de Naranjo en 546. Un autre vassal de K'altuun Hix a été capturé par Yaxchilan sur les rives du Río Usumacinta en 537.
En 561, le souverain connu maintenant sous le sobriquet de  «Contemplateur du Ciel» a installé un roi sur le site de Los Alacranes. « Contemplateur du Ciel » a joué un rôle majeur dans les événements politiques de la région maya, il est devenu le seigneur de la ville de Caracol, cité située au sud de Naranjo et qui avait été auparavant une ville vassale de Tikal.En 562, selon un texte de Caracol en mauvais état de conservation, « Contemplateur du Ciel » défit Tikal elle-même et sacrifia son roi Wak Chan K'awiil, mettant ainsi fin à une branche de la dynastie royale de Tikal. Cette défaite catastrophique a été le point de départ d’un hiatus de 130 années pour Tikal, reflet d’une longue période de domination pour Calakmul.  Cet événement est utilisé comme marqueur pour séparer la période classique ancienne de la période classique tardive. « Contemplateur du Ciel » est également mentionné à Yo'okop, un site situé beaucoup plus au nord dans le Quintana Roo.  La dernière référence à « Contemplateur du Ciel » a été retrouvée à Caracol et est datée de 572. Le texte est abimé, mais fait probablement référence à la mort de ce puissant roi.

### Période classique récente

#### Guerre contre Palenque
« Contemplateur du Ciel » a été rapidement remplacé par Yax Yopaat, qui est mentionné dans un texte de Dzibanche célébrant la fin du K'atun de 573. Yax Yopaat a régné environ six ans. Ensuite Uneh Chan est devenu roi de Calakmul en 579.  Uneh Chan entreprit une expédition guerrière dans la région Maya occidentale et attaqua Palenque le 23 avril 599 avec son allié Lakam Chak, seigneur de la petite ville de Santa Elena, située à 70 km à l’est de Palenque, et parvint à vaincre la reine de Palenque, Yohl Ik'nal, avant de mettre la ville à sac. La défaite est consignée à Palenque même dans une série de hiéroglyphes et l'événement a été le point de départ d’une haine tenace envers Calakmul. La reine Yohl Ik'nal a survécu à la bataille et a continué à régner pendant plusieurs années, même si elle a peut-être payé tribut à Calakmul.
Uneh Chan a conservé les alliances avec les villes de l'Est et il est représenté sur la stèle 4 de Caracol comme présidant une cérémonie concernant le roi de cette cité, Yajaw Te' K'inich, événement qui aurait eu lieu avant 583. Palenque fut à nouveau mise à sac le 7 avril 611 par les troupes de Calakmul, agissant sous le commandement personnel de Uneh Chan. Palenque était alors gouvernée par le roi Ajen Yohl Mat qui avait arraché à Calakmul une certaine forme d'indépendance, ce qui avait provoqué la nouvelle invasion. La suite immédiate de cette seconde victoire sur Palenque a été la mort des deux seigneurs les plus importants de la ville, Ajen Yohl Mat lui-même et Janaab' Pakal, un membre de haut rang de la famille royale et peut-être même le co-souverain de la cité. Janaab' Pakal est mort en mars 612 et Ajen Yohl Mat quelques mois plus tard. Le fait que leur mort soit survenue si tôt après le saccage de la ville donne à penser que leur décès était directement lié au triomphe de Calakmul. Après cette date, Palenque subit une période de déclin prolongé, avant de parvenir à se remettre de sa guerre désastreuse contre Calakmul.  Les guerres contre Palenque auraient été menées par Uneh Chan dans le but de prendre le contrôle des routes commerciales très actives qui traversaient la partie occidentale de la zone maya.

#### Rébellion de Naranjo
Le roi Yuknoom Ti' Chan de Calakmul supervisa une cérémonie à Caracol en 619. La Stèle 22 de Caracol rapporte l'accession de
Tajoom Uk'ab' K'ak' au trône de Calakmul en 622. Deux stèles ont été érigées à Calakmul en 623, mais leurs textes sont trop endommagés pour qu’on puisse y déceler le nom du couple royal concerné.  Vers cette époque Naranjo, une cité vassale de Calakmul, a rompu l’alliance quand son roi Aj Wosal est mort, relativement peu de temps après la mort de Uneh Chan de Calakmul.  Naranjo avait pris son indépendance vis-à-vis de Calakmul, au moins jusqu’en 626, quand elle a été battue deux fois par Caracol et Yuknoom Ti' Chan a peut-être pensé que le moment était propice  pour que  Calakmul reprenne le contrôle de Naranjo. Ces tentatives ont été interrompues par sa mort en 630. En 631, «Yuknoom-Tête», le nouveau roi de Calakmul, a finalement mis la main sur Naranjo. Les textes rapportent que le roi de Naranjo était déjà en captivité à Calakmul, le jour où sa cité a été envahie et son châtiment, subi le jour même, est décrit par le mot k'uxaj dont le sens est soit torturé, soit mangé.«Yuknoom-Tête» a également conquis une autre ville en Mars 636, bien que le nom du site soit inconnu.

#### Apogée
Les plus grandes réalisations de Calakmul datent du règne du roi Yuknoom Ch'een II, parfois appelé Yuknoom le grand par les chercheurs. 
Yuknoom Ch'een II avait 36 ans lorsqu’il monta sur le trône de Calakmul en l'an 636. Une augmentation significative de la production de stèles a commencé dans la cité, sous son règne, et 18 stèles ont été commandées par le roi.Yuknoom Ch'eeen II était probablement responsable de la construction de l’ensemble de palais qui forment la majeure partie du cœur du site.

##### Calakmul et Dos Pilas
En 629, Tikal avait fondé Dos Pilas dans la région de Petexbatun, à quelque 110 km au sud-ouest, comme un avant-poste militaire destiné à contrôler le commerce transitant sur le  Rio Pasión.  B'alaj Chan K'awiil est monté sur le trône du nouvel avant-poste à l'âge de quatre ans, en 635 et, pendant de nombreuses années, a servi son frère le roi de Tikal comme un vassal loyal et a combattu pour lui. En l'an 648 Calakmul attaqua Dos Pilas et remporta une victoire écrasante marquée par la mort d'un seigneur de Tikal.  B'alaj Chan K'awiil fut capturé par Yuknoom Ch'een II mais, au lieu d'être sacrifié, il a été rétabli sur son trône comme vassal du roi de Calakmul, et s’est joint à une attaque contre Tikal en 657, ce qui a obligé Nuun Ujol Chaak, alors roi de Tikal, à abandonner temporairement la cité. Les deux premiers rois de Dos Pilas ont continué à utiliser le Glyphe-emblème de Tikal et ils ont probablement pensé qu’ils pouvaient avoir un droit légitime sur le trône de Tikal même. Pour une raison quelconque, B'alaj Chan K'awiil n'a pas été installé comme nouveau roi de Tikal, au contraire il est resté à Dos Pilas. Tikal lança une contre-attaque contre Dos Pilas en 672, contraignant B'alaj Chan K'awiil à un exil qui dura cinq ans.  Calakmul tenta d'encercler Tikal situé au centre d'une zone dominée par ses alliés, tels que  El Perú, Dos Pilas et Caracol et attaqua à nouveau Dos Pilas en 677, chassant le roi de Tikal et réinstallant B'alaj Chan K'awiil sur son trône.  En 679 Dos Pilas, probablement aidé par Calakmul, a remporté une importante victoire sur Tikal, et les textes hiéroglyphiques rapportent que la bataille a été un bain de sang, laissant sur le terrain des monceaux de têtes.
Les troubles se sont poursuivis dans l'Est, après une reprise du conflit entre Naranjo et Caracol. Naranjo a définitivement vaincu Caracol en 680, mais la dynastie de Naranjo a disparu au cours des deux ans qui ont suivi et une fille de B'alaj Chan K'awiil a fondé une nouvelle dynastie en 682, ce qui indique que Calakmul était probablement intervenu de manière décisive pour placer un fidèle vassal sur le trône. Le patronage de Yuknoom Ch'een II comme suzerain est entré en vigueur dans une série de villes importantes, y compris El Péru où il a supervisé l'installation comme roi de K'inich B'alam qu’il a marié à une princesse de Calakmul pour renforcer les liens entre les deux cités. Le pouvoir de Calakmul s'étendait alors jusqu'à la rive nord du Lac Petén Itzá, où Motul de San José a été son vassal au VIIe siècle, bien que la cité ait été traditionnellement un allié de Tikal. Yuknoom Ch'een II s’assura de la loyauté de trois générations de rois de Cancuen, situé à 245 km vers le sud et supervisa l'intronisation d'au moins deux d'entre eux, en 656 et 677. Le roi Yuknoom Ch'een II a été impliqué, directement ou indirectement, dans le couronnement d'un roi à  Moral à l'ouest du Tabasco et l'un des nobles de l’entourage de Yuknoom a supervisé un rituel à Piedras Negras sur la rive guatémaltèque du Río Usumacinta.  Yuknoom Ch'een II mourut octogénaire, probablement au début de 686. Quand il mourut, Calakmul était la ville la plus puissante des basses terres du pays mayas central.
Yuknoom Yich'aak K'ak succéda à Yuknoom Ch'een II, son couronnement, le 3 avril 686 a été inscrit sur les monuments de Dos Pilas et d’El Péru. Il est né en 649 et était probablement le fils de son prédécesseur. Il avait déjà occupé de hautes fonctions avant de devenir roi et avait peut-être été responsable des succès majeurs de la dernière partie du règne de Yuknoom Ch'een II.  Il a bénéficié de la fidélité de K'inich B'alam d'El Péru et de B'alaj Chan K'awiil de Dos Pilas et obtenu celle de K'ak' Tiliw Chan Chaak en 693, quand il est monté sur le trône de Naranjo, à l'âge de cinq ans. Cependant, les textes sculptés sur les monuments ne révèlent pas toute la complexité de l'activité diplomatique, comme l'a révélé un vase en céramique peinte de Tikal qui représente un ambassadeur du roi de Calakmul agenouillé devant le roi intronisé de Tikal qui lui payait tribut. Quatre ans plus tard, en août 695, les deux États sont à nouveau entrés en guerre. Yuknoom Yich'aak K'ak' a conduit ses guerriers contre Jasaw Chan K'awiil I dans une bataille catastrophique qui a vu la défaite de Calakmul et la capture de l'effigie d'une divinité de Calakmul nommée Yajaw Maan.  On ne sait pas ce qu’il est advenu de Yuknoom Yich'aak K'ak, une sculpture en stuc de Tikal montre un captif et le roi est mentionné dans la légende qui l'accompagne, mais il n'est pas certain que le captif et le roi soient la même personne.  Cet événement a marqué la fin de l'apogée de Calakmul, comme en témoigne la chute de l'activité diplomatique et la diminution du nombre de villes reconnaissant le roi de Calakmul comme suzerain. Aucune stèle restée debout dans le cœur du site ne mentionne Yuknoom K'ak Yich'aal, mais certaines font partie du groupe Nord-Est et 2 stèles brisées ont été enterrées dans la structure 2.

#### Derniers rois
Le roi suivant, « Split Earth », est mentionné sur une paire d'os sculptés découverte dans la tombe du roi de Tikal Jasaw Chan K'awiil I. Il a régné à partir de novembre 695, mais on ignore s'il s’agissait d’un membre légitime de la dynastie de Calakmul ou bien d’un prétendant placé sur le trône par Tikal.

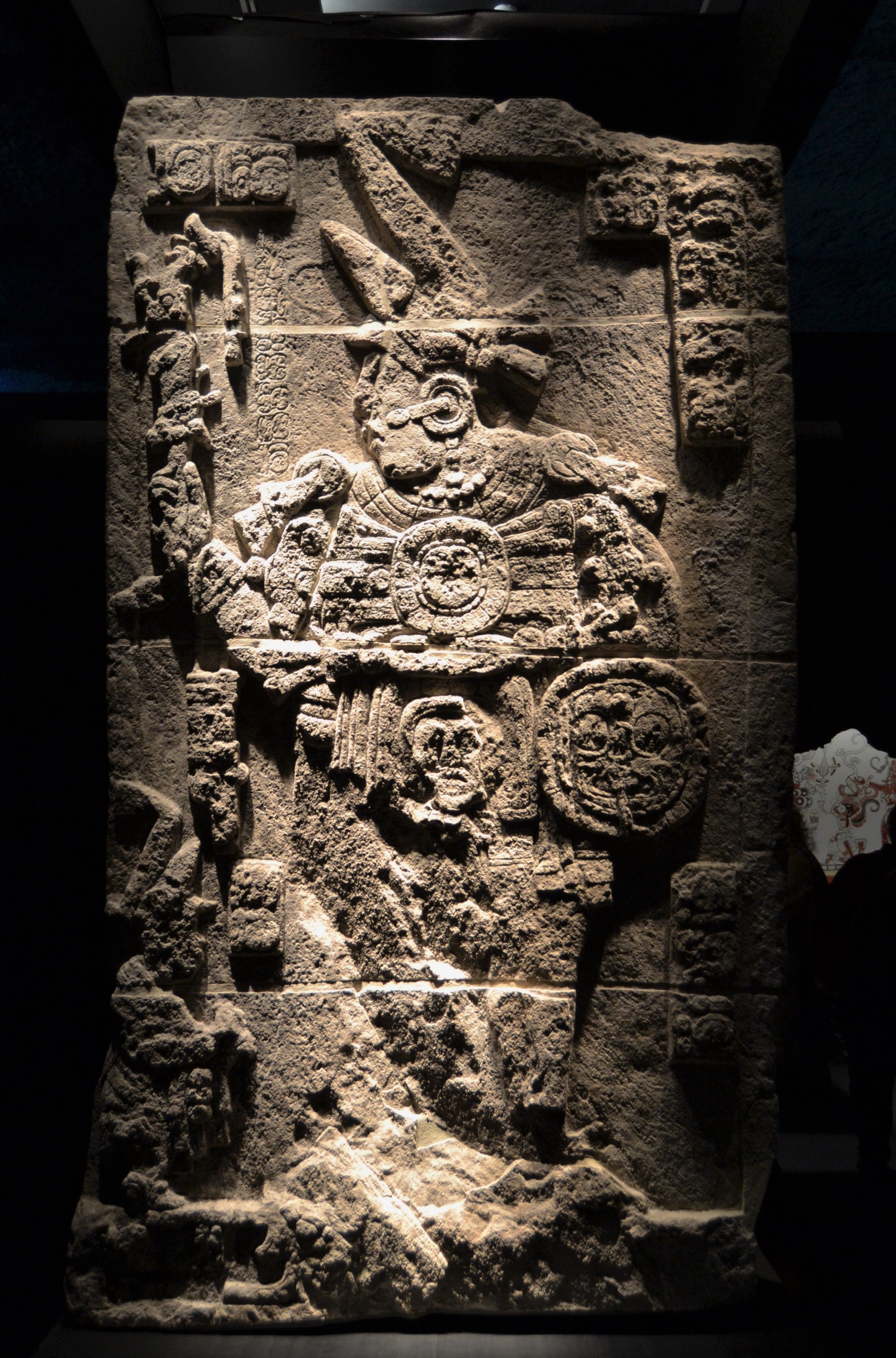
Yuknoom Took' K'awiil, stèle 89.

Le nom du roi suivant présentait plusieurs variantes, et il était désigné sous des noms différents à l'intérieur et à l'extérieur de Calakmul. Son nom abrégé est Yuknoom Took' K'awiil.  Il a érigé sept stèles pour célébrer un événement calendaire en 702 et son nom a été inscrit à Dos Pilas cette année-là, sans doute pour démontrer que Dos Pilas était encore une cité vassale de Calakmul. El Péru était également encore un vassal et Yuknoom Took' K'awiil y a installé un nouveau roi à une date inconnue.  Naranjo est également restée fidèle. Yuknoom Took' K'awiil a commandé sept autres stèles à l'occasion de la fin du  Katun de 731.  Une nouvelle défaite infligée par Tikal est attestée par un autel sculpté dans cette ville, dont la datation permet de le situer probablement entre 733 et 736 et qui représente un seigneur lié à Calakmul et peut-être nommé Yuknoom Took' K'awiil.

##### Calakmul et Quiriguá
Au-delà de cette date, les chroniques historiques de Calakmul deviennent très lacunaires, tant en raison du mauvais état des monuments fortement érodés de la cité elle-même que du déclin de sa présence politique sur l'ensemble de la scène Maya. Une mention d'un souverain de Calakmul, peut-être appelé Wamaw K'awiil, provient de Quiriguá . Quiriguá était traditionnellement un vassal de son voisin du sud Copán, et en 724 Uaxaklajuun Ub'aah K'awiil, roi de Copán, installa son vassal K'ak' Tiliw Chan Yopaat sur le trône de Quiriguá. Vers 734 K'ak' Tiliw Chan Yopaat montra qu'il n'était plus le subordonné docile de Copán, quand il commença à se définir comme k'ul ahaw, Seigneur Saint, au lieu d'utiliser le terme plus modéré d’ahaw, seigneur subordonné; en même temps il a commencé à utiliser un Glyphe-emblème propre à Quiriguá.  Cet acte de rébellion locale semble n’avoir été qu’un épisode de la grande lutte politique entre Tikal et Calakmul. En 736, seulement deux ans plus tard, K'ak' Tiliw Chan Yopaat reçut la visite de Wamaw K'awiil de Calakmul, alors que Copán était l'un des plus anciens alliés de Tikal. Le timing de cette visite du roi de Calakmul est hautement significatif, car elle se situe entre l'accession de K'ak' Tiliw Chan Yopaat au trône de Quiriguá comme vassal de Copán et la rébellion pure et simple qui allait suivre. Ceci suggère fortement que Calakmul a parrainé la rébellion de Quiriguá dans le but d'affaiblir Tikal et d'accéder à la riche route commerciale de la vallée du Motagua. Il est probable que le contact avec Calakmul ait été renoué peu de temps après que K'ak' Tiliw Chan Yopaat eut accédé au trône.  En 738 K'ak' Tiliw Chan Yopaat captura le roi, puissant mais âgé, de Copán, Uaxaclajuun Ub'aah K'awiil. Une inscription de Quiriguá, bien que difficile à interpréter, suggère que la capture a eu lieu le 27 avril 738, lorsque Quiriguá a confisqué et brûlé les images en bois des divinités  tutélaires de Copán.  Le seigneur capturé a été ramené à Quiriguá et le 3 mai 738, il a été décapité rituellement en public.
Dans la période classique tardive, l'alliance avec Calakmul était souvent associée à une promesse de soutien militaire. Le fait que Copán, une ville beaucoup plus puissante que Quiriguá, n'ait pas pu exercer de représailles contre ses anciens vassaux implique qu'elle craignait l'intervention militaire de Calakmul. Calakmul elle-même était assez éloignée de Quiriguá pour que K'ak' Tiliw Chan Yopaat n'ait pas peur de tomber directement sous sa coupe comme État vassal, même s’il est probable que Calakmul a envoyé des guerriers pour contribuer à la défaite de Copán. L'alliance semble plutôt avoir eu des avantages pour les deux cités : Calakmul réussissait à affaiblir un allié puissant de Tikal alors que Quiriguá obtenait son indépendance.

#### Effondrement
Cinq grandes stèles ont été élevées en 741, bien que le nom du roi qui l’ait fait ériger soit illisible sur chacune d'elles, il a été considéré comme étant celui du souverain.  La présence de Calakmul dans l’ensemble de la zone Maya a continué à décliner, à la suite des défaites de deux des principaux alliés de la ville vaincus par Tikal.  El Péru a été défaite en 743 et Naranjo un an plus tard et ce qui a entraîné l'effondrement final du réseau d’alliances de Calakmul autrefois hégémonique, tandis que Tikal a connu un regain de puissance.
En 751 le souverain Z a érigé une stèle qui n'a jamais été terminée, appariée avec une autre portant le portrait d'une reine.  Un escalier hiéroglyphique mentionne à peu près à la même époque le nom de B'olon K'awiil qui régnait en 771 quand les deux stèles ont été érigées et qui a été inscrit également à Toniná en 789. Les sites localisés au nord de Calakmul montrent des témoignages d’une réduction de son influence à cette époque, avec l’apparition de nouveaux styles architecturaux influencés par des sites construits plus au nord dans la péninsule du Yucatán.
Un monument a été érigé en 790, bien que le nom du dirigeant responsable de sa construction n'ait pas été conservé. Deux autres ont été dressés en 800 et trois en 810.  Aucun monument n’a été érigé pour commémorer l'importante fin de Bak'tun en 830 et il est probable que le pouvoir politique s’était déjà effondré à ce moment. Des villes importantes telles que Oxpemul, Nadzcaan et La Muñeca qui ont été à un certain moment des vassales de Calakmul érigeaient alors leurs propres monuments, là où auparavant ils en avaient élevé très peu, certaines ont continué à édifier de nouveaux monuments assez tard, jusqu’en 889. Cela a été un processus qui s’est déroulé en parallèle aux événements de Tikal.  Cependant, il existe des preuves solides de la présence d'une élite dans la ville jusqu'à l'an 900, peut-être même plus tard.
En 849, Calakmul a été mentionnée à Seibal, où un roi nommé Chan Pet a assisté à la cérémonie de clôture du K'atun, son nom a également été inscrit sur une céramique brisée retrouvée à Calakmul même. Toutefois, il est peu probable que Calakmul existait encore comme un État organisé d’une manière significative à cette date tardive. Un regain final d'activité a eu lieu à la fin du IXe siècle ou au début du Xe siècle. Une nouvelle stèle a été érigée, bien que l’inscription ne mentionne que le jour, et non pas la date complète. Le jour inscrit peut correspondre, soit à l’année 899, soit à l’année 909, cette dernière date étant la plus probable. Quelques monuments semblent être encore plus tardifs, même si leur style est brut, ils représentent les efforts de la population restante pour conserver la tradition maya classique. Cependant les inscriptions sur ces monuments ne sont que des imitations dépourvues de sens de l'écriture originelle.
Les céramiques datant de la période classique tardive sont rares en dehors du cœur du site, ce qui suggère que la population s’était réfugiée dans le centre-ville au cours de la dernière phase d'occupation de Calakmul. La majorité de la population survivante était probablement constituée de roturiers qui avaient occupé les habitations destinées à l’élite, au centre du site, mais la construction de stèles a continué au début du Xe siècle et la présence de produits importés de grande valeur, tels que les métaux, l'obsidienne, le jade et les coquillages, indique une poursuite de l'occupation par la famille royale jusqu'à l'abandon définitif de la cité.

### Histoire moderne
Calakmul a d'abord été explorée en 1931 par Cyrus Lundell qui, un an plus tard, informa Sylvanus Morley de l'existence du site et de la présence de plus de 60 stèles.  Morley lui-même a visité les ruines, au nom de l'Institution Carnegie de Washington en 1932. Dans les années 1930 les chercheurs ont cartographié le site principal et répertorié 103 stèles. Les fouilles se sont arrêtées en 1938 et les archéologues ne sont pas retournés sur le site avant 1982, lorsque William J. Folan a dirigé un programme de recherche au nom de la Universidad Autónoma de Campeche, pour travailler à Calakmul jusqu'en 1994.  Calakmul est maintenant l'objet d'un projet de grande envergure de l'Institut Institut national d'anthropologie et d'histoire (INAH) sous la direction de Ramón Carrasco.

## Description du site

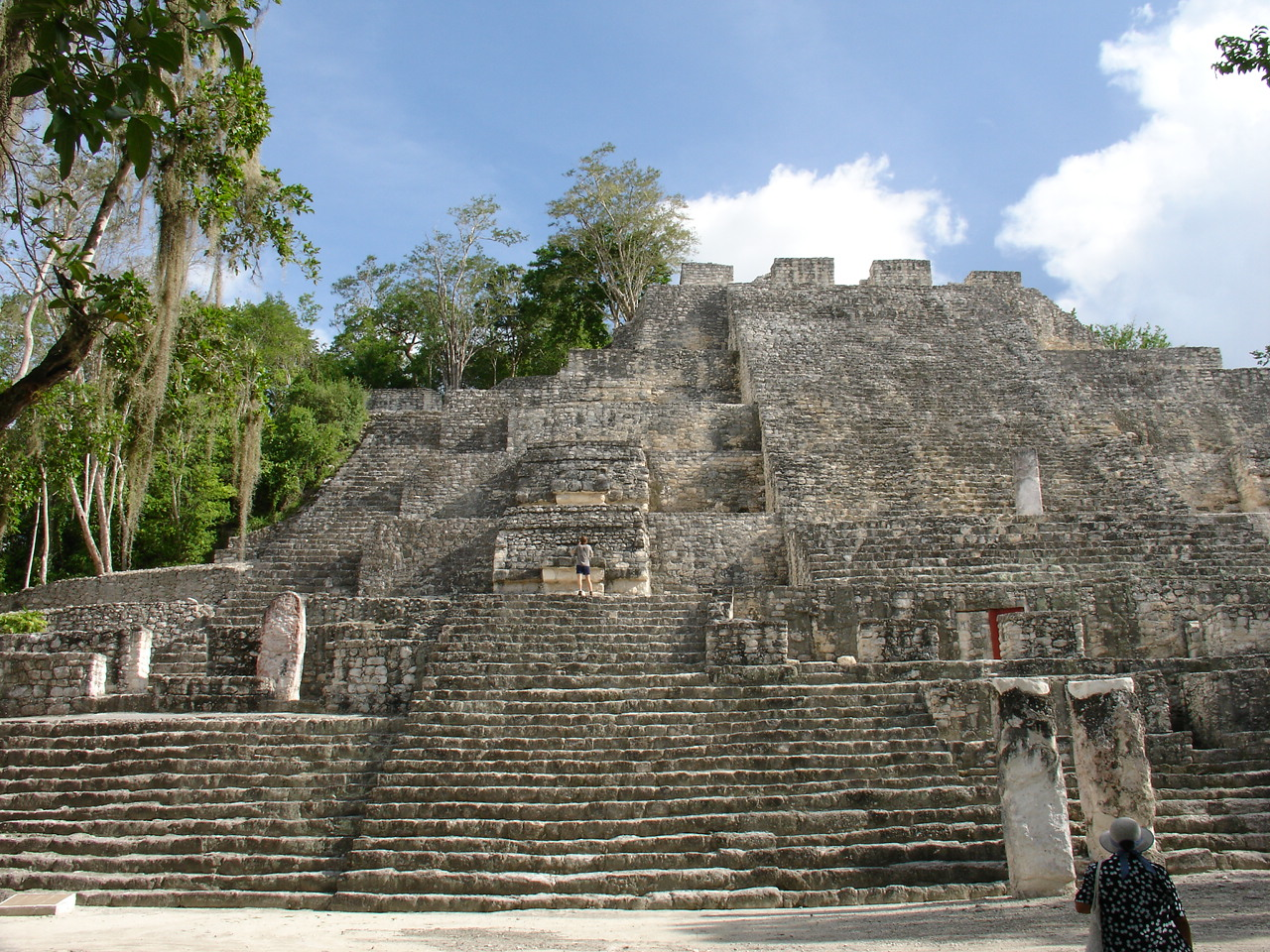
La structure 2 de Calakmul, l'une des structures les plus massives du monde maya, construite pendant la période préclassique, a continué à être utilisée jusqu'à la période classique tardive.

Le cœur du site de Calakmul couvre une superficie d'environ 2 km2, une zone qui contient les vestiges d'environ 1000 structures.  La périphérie est occupée par de petites structures résidentielles en dehors du cœur du site qui couvre une superficie de plus de 20 km2 dans laquelle les archéologues ont cartographié environ 6250 structures. Calakmul correspond, en taille et en population estimée, à la grande ville de Tikal, bien que la densité de la ville semble avoir été supérieure.
La pierre utilisée dans la construction du site est un calcaire tendre. Il en est résulté une importante érosion des sculptures.  La ville de Calakmul a été construite de façon essentiellement concentrique et elle peut être divisée en différentes zones plus ou moins éloignées du centre du site. La zone centrale couvre une superficie d'environ 1,75 km2. Elle contient la plus grande partie des monuments et il existe 975 structures cartographiées, dont environ 300 comportent des voûtes maçonnées en pierre. Environ 92 structures sont constituées de grandes pyramides disposées autour de places et de cours. Le cœur de la ville est bordé au nord par un haut mur de 6 m qui en contrôle l'accès en provenance du nord et peut aussi avoir une fonction défensive.
Beaucoup de résidences de roturiers ont été construites le long du marais d’El Laberinto à l'ouest du centre du site, bien que certaines résidences de prestige et des bâtiments publics aient été intercalés entre elles. La zone située entre les résidences a été utilisée pour l'horticulture.

### Maîtrise de l’eau
Le site est entouré d’un vaste réseau de canaux et de réservoirs. Il existe cinq grands réservoirs, dont le plus connu dans le monde maya, mesurant 242 m sur 212 m. Ce réservoir est rempli par une petite rivière coulant uniquement pendant la saison des pluies et contient encore suffisamment d'eau pour être utilisé par les archéologues des temps modernes.
Treize réservoirs ont été identifiés à Calakmul. Leur capacité totale est estimée à plus de 200 millions de Litres. Cette quantité d'eau pourrait alimenter 50 000 à 100 000 personnes et il n'existe aucune preuve que les réservoirs aient été utilisés pour irriguer les cultures.
Aguada 1 est le plus grand des réservoirs et il possède une superficie de 5 ha.

### Sacbeob (chaussées)
Huit sacbeob ont été repérés autour de Calakmul.  Deux d'entre eux ont été cartographiés, trois ont été identifiés visuellement sur le sol et trois autres repérés par télédétection. Ils ont été numérotés sous les noms de « sacbé 1 » à « sacbé 7 ». Le réseau de chaussées ne relie pas seulement Calakmul aux sites satellites locaux, mais aussi aux alliés et aux rivaux plus éloignés, tels que les grandes villes d'El Mirador, El Tintal et Nakbé. Les chaussées qui traversent des terres marécageuses ont été surélevées par rapport aux zones humides qui les entourent et maintenant, elles ont tendance à abriter une végétation plus dense que la forêt environnante.
Le sacbé 1 s'étend sur 450 m, est bordé de murets de cailloux et rempli de pierres. Il est situé à l'intérieur de la zone urbaine constituant le site principal. Le sacbé 1 a été cartographié dans les années 1930 par la Carnegie Institution de Washington.
Le sacbé 2 fait 70 m de long. Il a été localisé également dans la zone urbaine centrale du site. Le sacbé 2 est construit en terre battue et a été découvert lors de fouilles archéologiques dans une carrière voisine. Cette chaussée peut avoir été construite pour le transport des pierres de la carrière afin de construire les structures 1 et 3.
Le sacbé 3 s'étend sur 8 km au nord-est du site principal et son tracé est visible depuis le sommet de la structure 1. Il a été découvert en 1982.
Le sacbé 4 s'étend sur 24 km au sud-est du site principal. Il est également visible depuis le sommet de la structure 1 et a été découvert en 1982.
Le sacbé 5 se dirige vers l'ouest du réservoir principal, à travers les marais saisonniers d'El Laberinto et s'étend sur une distance totale de 16 km ou davantage vers Sasilhá.
Le sacbé 6 se dirige vers le sud-ouest à travers El Laberinto bajo et relie Calakmul à El Mirador (38,25 km au sud-ouest) et, au-delà, à El Tintal (30 km supplémentaires).
Le sacbé 7 est situé au sud du sacbé 6. Il mesure au moins 5,1 km de long et traverse le marais d'El Laberinto.
Le sacbé 8 est situé sur le versant ouest du marais et ne semble pas le traverser sur le site principal.

### Structures

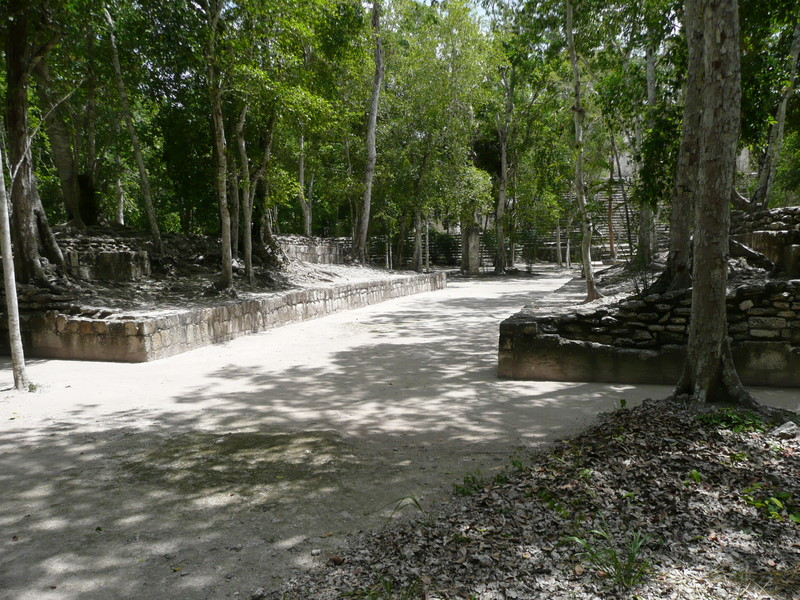
Jeu de balle à Calakmul.

Le cœur du site, d'une superficie de 2 km2, comporte un millier de structures.
La Structure 1 (ou Structure I) est une pyramide de 50 m de haut située à l'est du site principal. Un certain nombre de stèles ont été érigées à sa base par Yuknoom Took' K'awiil en 731. Du fait qu'elle a été construite sur une colline basse, la structure 1 semble être plus haute que la structure 2, bien que ce ne soit pas le cas.
La Structure 2 (ou Structure II) est un immense temple pyramide orienté vers le nord, un des plus importants du monde maya. Sa base carrée mesure 120 m et sa hauteur est de plus de 45 m. Le cœur du bâtiment (structure 2 A) est une pyramide triadique datant de la période préclassique tardive et ce bâtiment ancien reste le point le plus élevé de la structure.  À la période classique ancienne une extension massive a été ajoutée à l'avant de la pyramide, recouvrant un bâtiment plus ancien couvert de stuc, situé sur le côté nord. Trois nouveaux sanctuaires ont été construits sur cette extension (Structures 2B, 2C et 2D), chacun de ces sanctuaires avait son propre escalier d'accès. La structure 2B constituait le sanctuaire central, 2C était situé à l'est et 2D à l'ouest.  La façade comprenait six grands masques entre ces escaliers, dont trois disposés verticalement de chaque côté de l'escalier central. La structure 2 possède des similitudes au point de vue date de construction, taille et conception avec la pyramide El Tigre à El Mirador, et la céramique associée est également analogue. Plus tard des bâtiments ont été érigés à la base de la façade, chacun d’entre eux contenant plusieurs stèles. Au cours du VIIIe siècle ap. J.-C., la structure 2B a été enfouie sous une grande pyramide et une façade de gradins a recouvert les masques géants.Plus tard une autre façade a été construite par-dessus celle du  VIIIe siècle mais elle n’a peut-être jamais été terminée.  Pendant la période classique tardive un palais de neuf salles a été construit au sommet de la pyramide, supportant un toit dentelé monumental avec une décoration de bas-relief en stuc peint. Les pièces étaient réparties en trois groupes de trois, chacune étant placée en enfilade au bout de la précédente.  L'ensemble du palais de la période classique tardive mesurait 19,4 m sur12 m.  Les deux premières salles de chaque série (pièces 1 à 6.) étaient utilisées pour la préparation des aliments, des metates et des foyers ont été trouvés dans chacune d'elles.  La salle 7, la pièce située au sud-ouest, était un sauna.

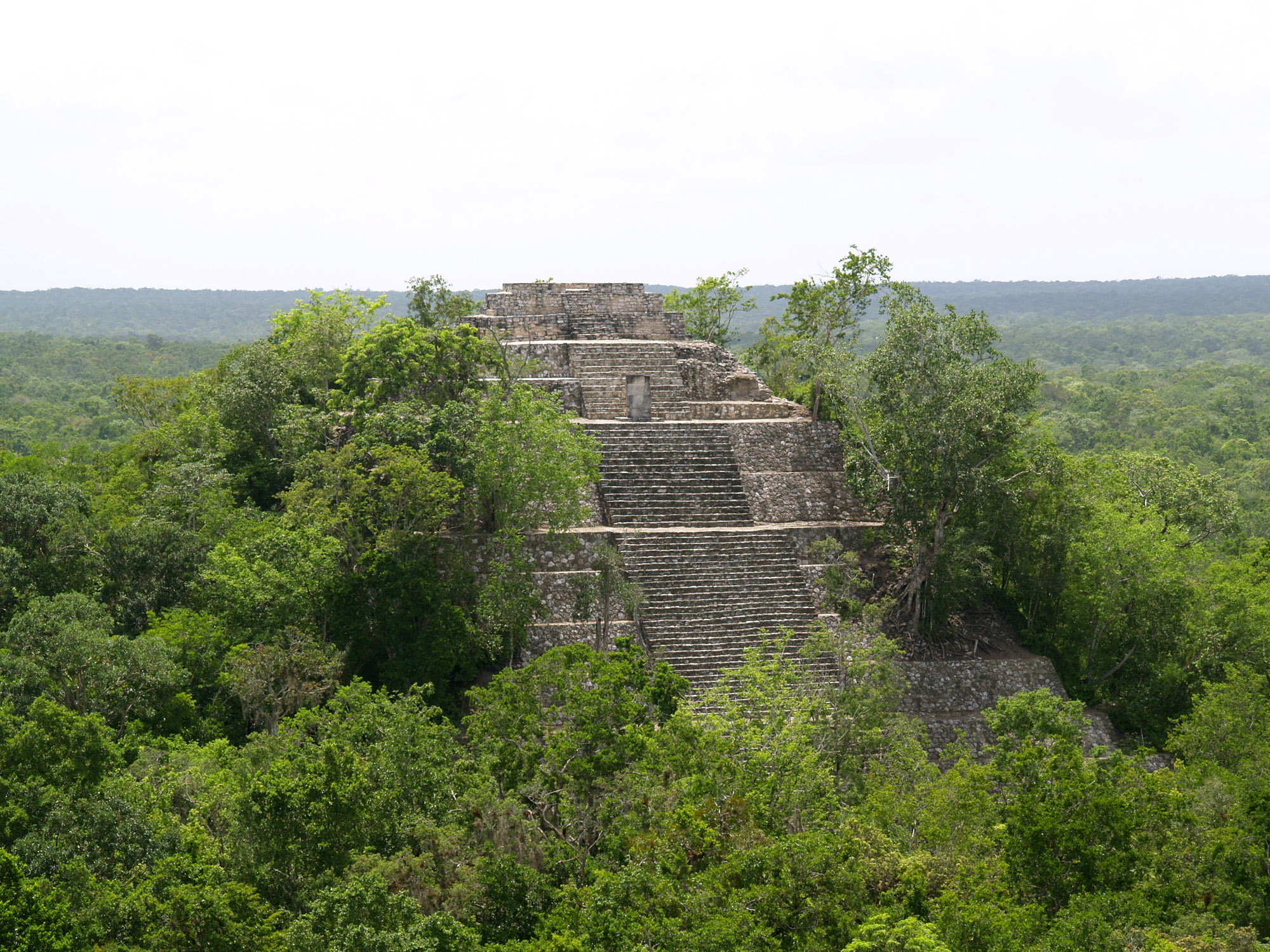
Structure I.

La Structure 3 (ou Structure III, également connue sous le nom de Palais Lundell) est située au sud-est de la structure 4, sur le côté est de la Plaza Centrale. C'est un bâtiment comportant plusieurs salles.
La Structure 4 (ou Structure IV) est un groupe de trois temples sur le côté est de la Plaza Centrale. Elle est divisée en trois sections, désignées sous le terme de Structures 4a, 4b et 4c. La structure centrale de 4b est construite sur un soubassement datant de la période préclassique. Avec la Structure 6 située sur le côté opposé de la place, ces bâtiments forment le Groupe- E qui pourrait avoir été utilisé pour déterminer le solstice et les équinoxes.
La Structure 5 (ou Structure V) est un grand bâtiment situé sur l'esplanade du nord de la structure 2. Elle était entourée de 10 stèles, dont de nombreuses dataient du VIIe siècle ap. J.-C., bien que le bâtiment lui-même ait été érigé plus tôt, au cours de la période préclassique.
La Structure 6 (ou  Structure VI) est située sur le côté ouest de la Plaza Centrale et, associée aux structures 4a, 4b et 4c, elle forme le complexe astronomique du Groupe-E. En 1989, les observations ont vérifié que le 21 mars, le jour de l’Équinoxe, le Soleil se lève derrière la Structure 4b lorsqu’on la regarde à partir de la structure 6.
La Structure 7 (ou  Structure VII) est un temple pyramide situé sur le côté nord de la Plaza Centrale. Il fait face au sud et mesure 24 m de haut. Cinq stèles ont été érigées sur la face sud de la pyramide. Elle a été construite en plusieurs phases de construction du début à la fin de la période classique tardive. La pyramide était surmontée d'un temple de trois pièces qui possédait une haute toiture dentelée recouverte de stuc. Un plateau de jeu de patolli a été creusé dans le sol de la chambre extérieure du temple.
La Structure 8 (ou Structure VIII) est un petit bâtiment situé sur le côté nord de la Plaza Centrale, à l'est de la structure 7. Il est associé à la Stèle 1 et à son autel.

### Stèles

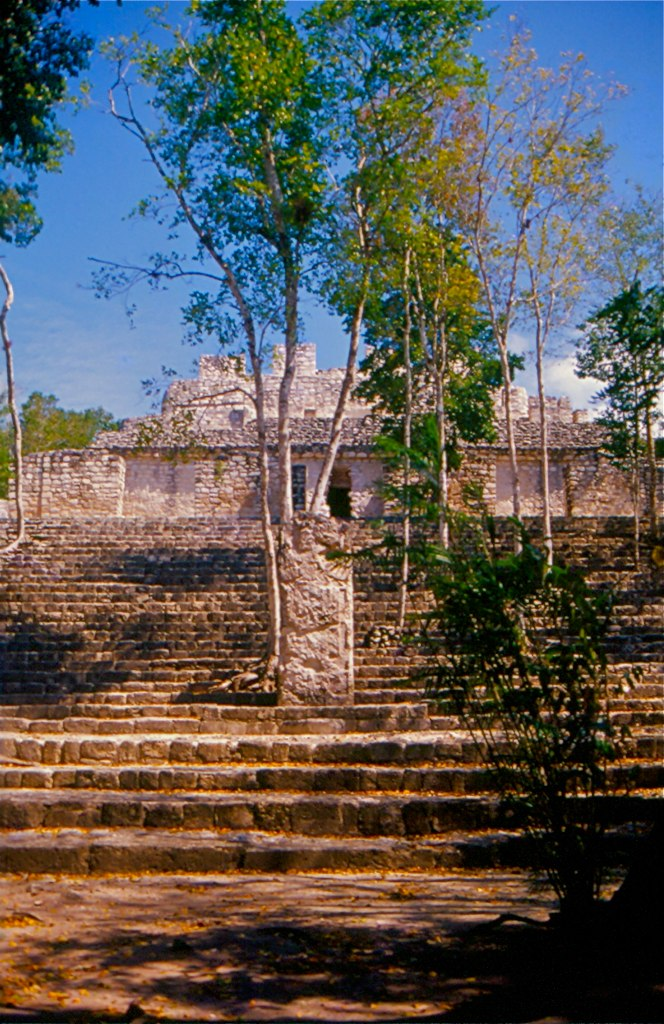
Stèle 88 située sur l’escalier de la Structure 13.

Calakmul est l'un des sites les plus riches en structures bâties de toute la région maya. Le site contient 117 stèles, la plus forte concentration de la région.  La plupart d’entre elles sont appariées deux à deux représentant les rois et leurs épouses. Cependant, comme ces stèles ont été sculptées dans un calcaire tendre, la plupart sont trop érodées pour être interprétées.
La Stèle 1 est associée à un autel et située près de la structure 8.
La Stèle 8 représente la célébration d'une cérémonie en l'an 593 par Uneh Chan et a été érigée après sa mort.
La Stèle 9 est un monument en ardoise mince daté de 662. Le texte décrit la naissance du roi Yuknoom Yich'aak K'ak' et lui donne son titre royal complet.
La Stèle 28 et la Stèle 29 ont été érigées en 623 et sont les plus anciens monuments encore existant, datant de la période classique tardive de Calakmul. Elles représentent un couple royal, mais les textes sont trop mal conservés pour révéler leurs noms.
La Stèle 33 a été érigée par Yuknoom Ch'een II en 657 et célèbre un événement datant du règne d’Uneh Chan, qui aurait pu être son père. La cérémonie a été célébrée en 593.
La Stèle 38 est située à la base de la structure 2.
La Stèle 42 est également située à la base de la structure 2.
La Stèle 43 date de 514. Elle a été placée dans une chambre voûtée située près de la base de la Structure 2. Le texte est endommagé, mais est d’une facture qui correspond à celle des premiers graphismes, celui du k'uhul chatan winik titre de noblesse non-royal utilisé à Calakmul et dans le bassin de Mirador.
La Stèle 50 est l'un des derniers monuments érigés à l’époque du déclin final de la ville. Il porte un portrait brut, grossièrement exécuté.
La Stèle 51 est le monument le mieux préservé de Calakmul. Il représente Yuknoom Took' K'awiil et date de 731.
La Stèle 54 datée de 731 représente une épouse de Yuknoom Took' K'awiil.
La Stèle 57 est une haute stèle érigée en 771 par B'olon K'awiil. Elle est jumelée avec la Stèle 58 et se trouve à l'est de la structure 13.
La Stèle 58 est la seconde d'une paire érigée par B'olon K'awiil en 771, l'autre étant la Stèle 57. Elle a été érigée à l'est de la structure 13.
La Stèle 61 est un monument plus tardif portant le nom d’Aj Took'. Il s'agit d'une stèle avec un portrait fortement érodé et porteur d’une date sous forme abrégée qui équivaut, soit à 899 soit à 909, la dernière étant la plus probable.
La Stèle 62 était inachevée. Elle a été sculptée à l'occasion de la cérémonie de fin de K'atun en 751 et porte le nom abimé du roi Z.
La Stèle 76 et la Stèle 78 constituent une paire de monuments datée de 633. Ils sont fortement érodés, mais dateraient du règne du roi « Yuknoom Tête ».
La Stèle 84 est l'un des derniers monuments érigés à Calakmul et il porte une inscription qui est une imitation de l'écriture sans signification littérale. Il date probablement du début du Xe siècle de notre ère.
La Stèle 88 a pu être appariée avec la Stèle 62. Le monument présente l’image d'une reine, mais son nom est inconnu. B'olon K'awiil semble également être mentionné sur la stèle. Elle date d'environ 751 et se trouve sur l'escalier de la structure 13.
La Stèle 91 est un autre monument très tardif datant probablement du début du Xe siècle. Comme la Stèle 84, elle porte une inscription qui est une imitation dépourvue de sens de l'écriture hiéroglyphique.
La Stèle 114 date de 435, à la période classique ancienne. Elle a été déplacée dans l'Antiquité pour être replacée à la base de la structure 2. La stèle présente un long texte hiéroglyphique qui a résisté à la traduction, mais commémore probablement une intronisation royale en 411.
La Stèle 115 et la Stèle116 datent du règne de Yuknoom Yich'aak K'ak. Elles ont été brisées et enterrées dans la structure 2 et peuvent être associées à la sépulture royale de la tombe 4.

### Fresques et céramiques
De nombreuses peintures murales élaborées ont été découvertes à Calakmul dans la structure Sub 1-4 du complexe Chiik Nahb. Étrangement, ces fresques ne représentent pas les activités de l'élite. Au contraire, elles représentent en détail des scènes de marché avec des personnes qui préparent ou consomment des produits traditionnels tels que l’atole, les tamales, le tabac ou divers onguents. Parmi les articles proposés à la vente on représentait aussi des textiles et des aiguilles. Ces peintures murales comportaient également des glyphes décrivant les actions illustrées. Le personnage le plus important de ces peintures murales est identifié comme étant la « Dame neuf pierres », qui apparaît dans de nombreuses scènes. Cela fournit aux archéologues une documentation précieuse sur le dynamisme des marchés du monde Maya. Une autre ressource très bénéfique pour la compréhension des mayas de Calakmul est représentée dans les vestiges archéologiques par les céramiques. La composition des matériaux céramiques permet d’identifier la région ou, plus précisément le système politique qui les a produites. Les céramiques portant le glyphe à l’emblème du serpent découvertes sur plusieurs sites fournissent aussi des preuves supplémentaires pour identifier les liens commerciaux de ce site avec Calakmul.

### Sépulture royale
La Tombe 4 a été creusée dans le sol de la structure 2B au cours du VIIIe siècle ap. J.-C. et il s’agit de la plus riche des sépultures connues de Calakmul. La tombe contenait un squelette d’homme enveloppé dans des tissus et des peaux de jaguar partiellement conservées par l’utilisation de résine. La tombe contenait de riches offrandes comprenant des ornements d'oreilles en jade, datant de la période classique ancienne, un masque en mosaïque de jade, des coquillages et des perles d'os, des coquilles d'huîtres, des lames d'obsidienne, des céramiques fines et des restes d’objets en bois. L’une des céramiques était un plat avec un texte hiéroglyphique désignant nommément le roi Yuknoom Yich'aak K'ak' comme son propriétaire.  Les vestiges et les offrandes ont été placés dans un cercueil en bois sculpté avec un décor élaboré et des hiéroglyphes peints avec une grande variété de couleurs. Le cercueil était presque complètement décomposé, mais il avait laissé une empreinte dans l’argile qui l’entourait.  En raison du plat et de l'association possible des stèles 115 et 116 avec la sépulture, la tombe est considérée comme datant de la fin du VIIe siècle, pendant le règne de Yuknoom Yich'aak K'ak'.